# 安重
安重（1577年—1608年），字固主，號顒若，山東青州府日照縣人，明朝政治人物。

## 生平
安重父为人诬陷，被关押在诸城县监狱，时诸城县令贪墨，屡愬不得伸。重时年十四，随母万氏历控宪司，并赴京击登闻鼓，冤竟得白。萬曆三十四年丙午科舉人，三十五年（1607年）丁未科進士，任大名县知县，三十六年以赈饥劳勚卒，民甚感之。

## 家族
曾祖安昇。祖父安家。父安節備。母萬氏。慈侍下。兄进、勉、内。